# Radio Praga
Radio Praga (ceco: Český rozhlas 7 - Radio Praha) è il servizio per l'estero della Český rozhlas.Trasmette in sei lingue: ceco, francese, inglese, russo, spagnolo e tedesco. (Nel Novecento trasmetteva anche in italiano). Manda in onda programmi relativi alla Repubblica Ceca in modulazione di frequenza, via satellite e via internet. Le prime trasmissioni s'iniziarono il 31 agosto 1936 nei pressi della cittadina termale di Poděbrady. La programmazione copre le ventiquattr'ore, di cui tre sono nuove programmazioni - sei trasmissioni di trenta minuti in ciascuna delle sei lingue -, mentre le rimanenti sono repliche di trasmissioni precedenti. I temi comprendono notizie, attualità e un argomento particolare che varia di giorno in giorno. La programmazione durante i fine settimana è meno rigida e copre argomenti quali le arti, la musica e temi sociali. La radio collabora con diverse emittenti straniere che ritrasmettono i programmi sul proprio territorio a vantaggio degli emigrati cechi.